# Carios eptesicus
Carios eptesicus är en fästingart som beskrevs av Kohls, Clifford och Jones 1969. Carios eptesicus ingår i släktet Carios och familjen mjuka fästingar.
Artens utbredningsområde är Venezuela. Inga underarter finns listade.